# Campeonato Paraibano de Futebol de 1937
O Campeonato Paraibano de Futebol de 1937 foi a 28ª edição do campeonato, organizado e dirigido pela Liga Desportiva Parahybana. Contou com a participação de 7 times e ao final o Botafogo Futebol Clube, de João Pessoa conquistou o bicampeonato estadual.

## Participantes
| Equipe      | Cidade      | Participação | Títulos            |
| ----------- | ----------- | ------------ | ------------------ |
| Botafogo    | João Pessoa |              | 1 (último em 1936) |
| Felipeia    | Bayeux      |              | 0                  |
| Palmeiras   | João Pessoa |              | 5 (último em 1935) |
| Pytaguares  | João Pessoa |              | 0                  |
| Sol Levante | João Pessoa |              | 0                  |
| Sport       | João Pessoa |              | 0                  |
| União       | João Pessoa |              | 0                  |

## Vencedor
| Campeonato Paraibano de Futebol de 1937 |
| --------------------------------------- |
| Botafogo-PB Campeão (2º título)         |